# Synagogue de Remiremont
La synagogue de Remiremont était une synagogue située dans la ville française de Remiremont dans le département des Vosges en Lorraine dans la région administrative  Grand Est.
Elle a été construite en 1873. La synagogue était située à l'intersection de la rue De Gaulle et Avenue Julien Méline. 

## Histoire
La synagogue avait une salle de classe au rez-de-chaussée et l'appartement d'un rabbin au premier étage. Après la vente de la synagogue en 1970, le nouveau propriétaire l'a fait démolir. 